# Your Past Comes Back to Haunt You
Your Past Comes Back to Haunt You is een ep van I Killed the Prom Queen en kwam in 2005 uit op Resist Records. Het is het laatste album met Michael Crafter op zang. "To Be Sleeping While Still Standing" is een cover van The Fall of Troy.

## Track listing
1. "Never Never Land"
2. "Choose to Love Live or Die"
3. "You're Not Worth Saving"
4. "Dreams As Hearts Bleed"
5. "To Be Sleeping While Still Standing"
6. "The Paint Brush Killer"